# إيرين هندريكس
إيرين هندريكس (بالهولندية: Irene Hendriks؛ بالفرنسية: Irene Hendriks) هي لاعب هوكي الحقل هولندية وكنغولية ديمقراطية، ولدت في 13 أبريل 1958.

## وصلات خارجية
- إيرين هندريكس على موقع أوليمبيديا (الإنجليزية)